# Сопин (зупинний пункт)
Со́пин — закритий зупинний пункт (в минулому — станція) Жмеринської дирекції Південно-Західної залізниці (Україна), розташований на дільниці Калинівка I — Андрусове між станцією Нова Гребля (відстань — 12 км) і зупинним пунктом Мончин (10 км).
Відкритий 1938 року.
Зупинний пункт знаходився неподалік селища Григорівки Погребищенського району. Станційне приміщення, переобладнане під житловий будинок, де нині (станом на 2012 рік) мешкає колишній касир станції.

## Галерея

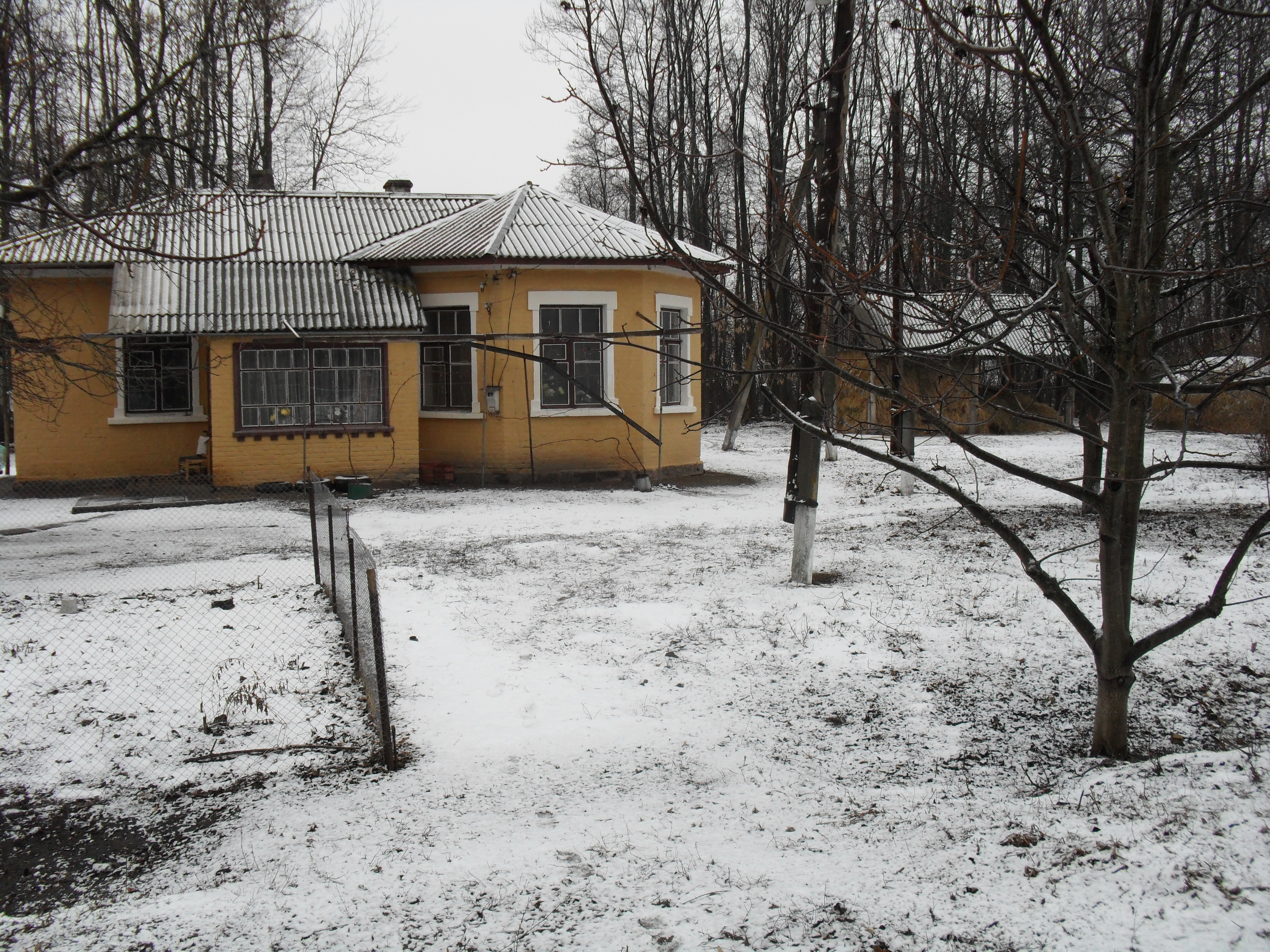
Колишній залізничний вокзал, а нині житлове приміщення
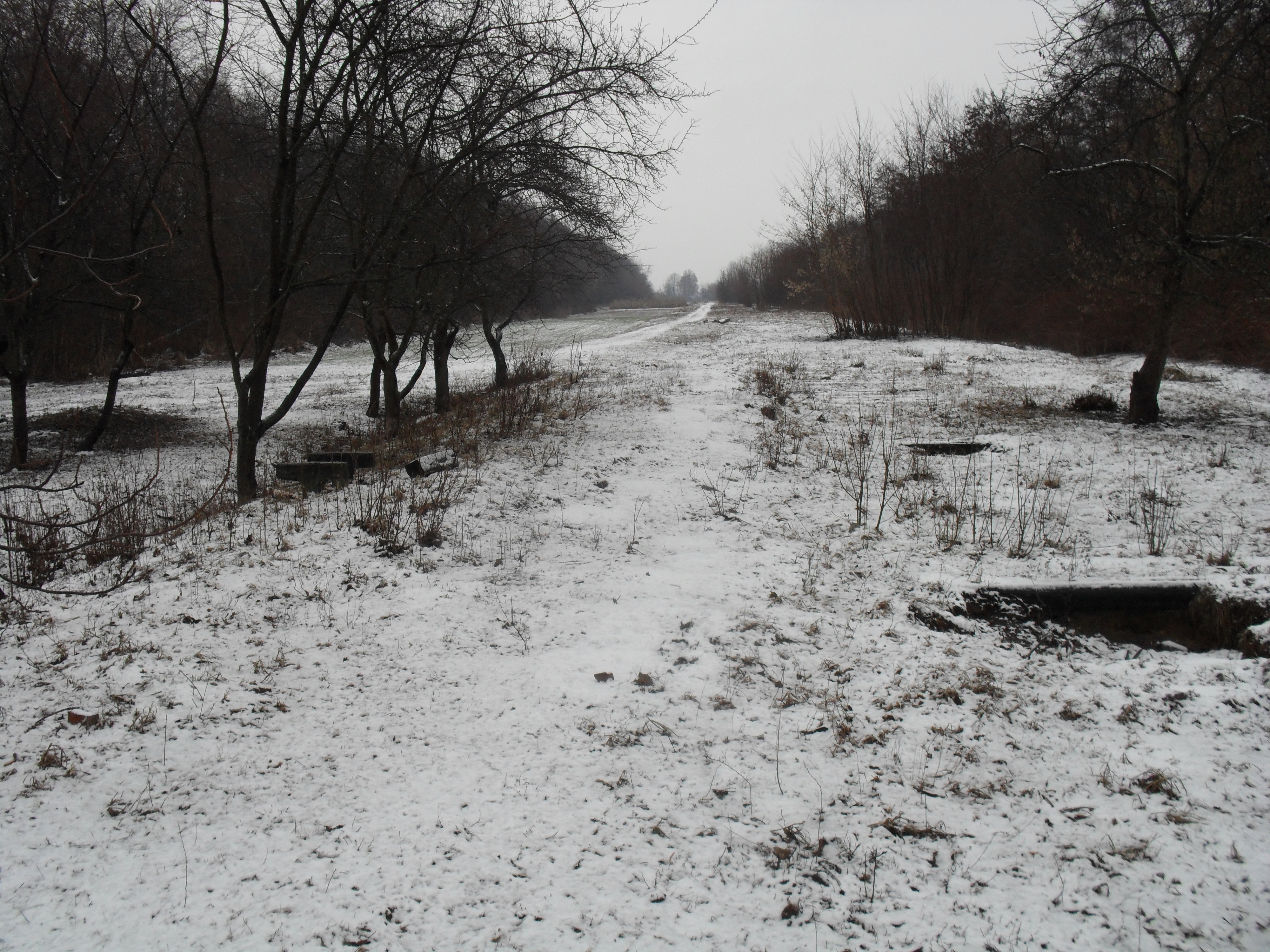
Місце, де проходила залізнична колія

.